# 星輝海外有限公司
星辉海外有限公司是1996年由周星馳與楊國輝聯合創建的電影公司，作品有周星馳的一系列電影，比如《食神》（1996年）、《喜劇之王》（1999年）、《少林足球》（2001年）、《功夫》（2004年）、《長江7號》（2008年），另外也拍攝電視劇《功夫狀元》等。
目前周星馳正考慮投資其他電影項目，而不僅僅是自己的電影，打算推出新的導演和新的演員。

## 著名作品
- 1996《食神》
- 1999《喜劇之王》
- 2001《少林足球》
- 2004《功夫》
- 2008《長江7號》
- 2013《西遊·降魔篇》
- 2016《美人魚》
- 2017《西遊伏妖篇》
- 2019《新喜劇之王》

## 外部連結
- 香港影庫上《星輝海外有限公司》的資料（繁體中文）